# Calculus Ratiocinator
O Calculus Ratiocinator é um modelo lógico teórico universal para cálculo, um conceito contido nos escritos de Leibniz, normalmente emparelhado com conceito mais frequentemente mencionado, Characteristica Universalis, uma linguagem universal conceitual.

## Duas Visões
Existiam duas visões principais nas quais Leibniz quis dizer com calculus ratiocinator. A primeira associada com o Software, a segunda associada com o Hardware.

### A Visão Analítica
- O ponto de vista obtido a partir da filosofia analítica e da lógica formal, é que o calculus raticinator premedita a lógica matemática — uma "álgebra da lógica".[1] O ponto de vista analítico entende que o calculus ratiocinator é um motor de inferência formal ou um programa de computador o qual pode ser projetado para garantir prioridade para cálculos. Essa lógica se deu início com Gottlob Frege em 1879 no seu trabalho Begriffsschrift e com os escritos de Charles Sanders Peirce sobre na década de 1880. Frege quis que sua "Ideografia" fosse um calculus ratiocinator tanto quanto a língua característica. A parte da lógica formal relevante ao cálculo é conhecida sob o título de teoria da prova. Dessa perspectiva o calculus ratiocinator é somente uma parte da característica universal, e a característica universal inclui o "cálculo lógico".

### A Visão Sintética
- Uma visão contrastante deriva da filosofia sintética de Herbert Spencer e outros campos tais como cibernética, engenharia eletrônica e teoria de sistemas. É pouco apreciado na filosofia analítica. A visão sintética entende o calculus ratiocinator como uma "máquina de calcular". O cibernético Norbert Wiener considera o calculus ratiocinator de Leibniz um precursor para o atual computador digital:

| “ | A história da máquina de computação moderna remete a Leibniz e Pascal. De fato, a ideia geral da máquina de computação não é nada mais que uma mecanização do calculus ratiocinator de Leibniz. (Wiener 1948: 214). | ” |

| “ | ... como seu predecessor Pascal, [Leibniz] estava interessado na construção de máquinas de computação no Metal. ... assim com o cálculo da aritmética presta-se a um processo de mecanização através do ábaco às maquinas de computação de mesa até os computadores ultrarrápidos de hoje em dia, o calculus ratiocinator de Leibniz contém o embrião para a Machina Ratiocinatrix, a máquina de raciocínio (Wiener 1964: 12). | ” |

Leibniz construiu uma máquina para cálculos matemáticos que também foi chamada de Stepped Reckoner. Como uma máquina de computar, o calculus ratiocinator ideal iria executar cálculos integrais e diferenciais de Leibniz. Dessa maneira, a palavra "ratiocinator" poderia ser entendida como um instrumento mecânico que combina e compara proporções.

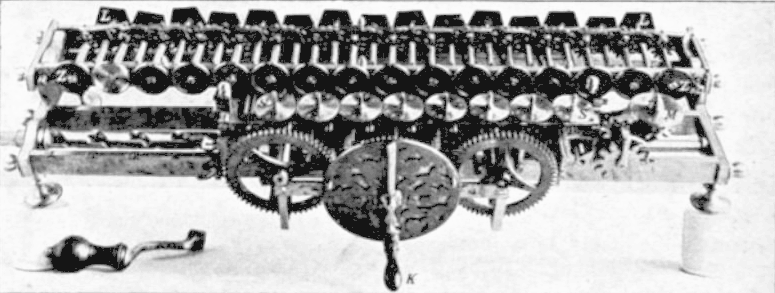
Stepped Reckoner
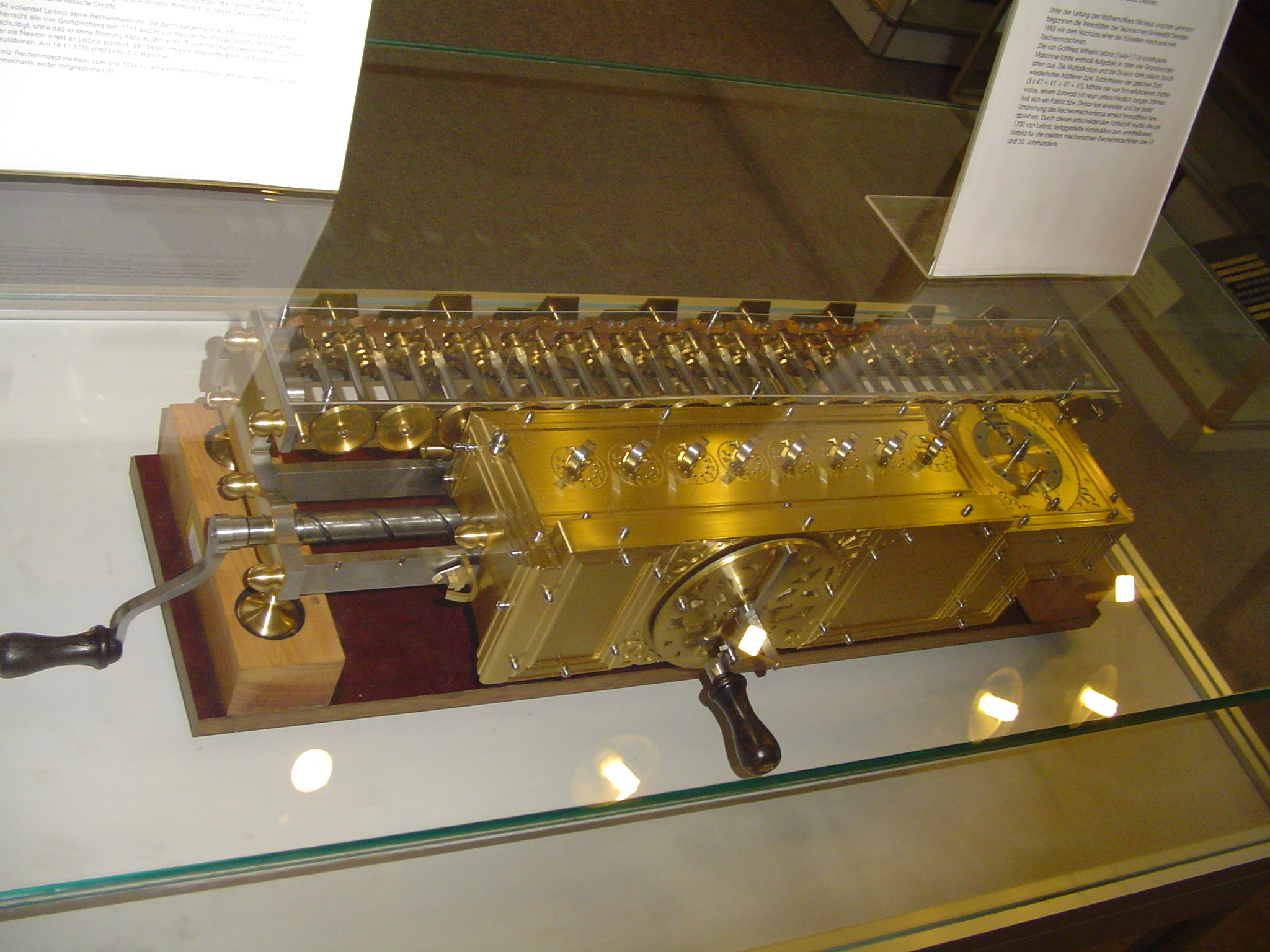

Hartley Rogers observou uma ligação entre as duas, definindo o calculus ratiocinator como "um algoritmo, que quando aplicado a símbolos de qualquer fórmula da characteristica universalis, determinaria se a fórmula seria ou não verdadeira como uma afirmação da ciência" (Hartley Rogers, Jr. 1963; p. 934).

## Referencias
- Louis Couturat, 1901. La Logique de Leibniz. Paris: Felix Alcan. Donald Rutherford's English translation of some chapters.
- Hartley Rogers, Jr. 1963,  An Example in Mathematical Logic, The American Mathematical Monthly, Vol. 70, No. 9., pp. 929–945.
- Norbert Wiener, 1948, "Time, communication, and the nervous system," Teleological mechanisms. Annals of the N.Y. Acad. Sci. 50 (4): pp. 197–219.
- -- 1965, Cybernetics, Second Edition: or the Control and Communication in the Animal and the Machine, The MIT Press.
- Desmond Fearnley-Sander, 1982. Hermann Grassmann and the Prehistory of Universal Algebra, The American Mathematical Monthly, Vol. 89, No. 3, pp. 161–166.